# Opius heterogaster
Opius heterogaster är en stekelart som beskrevs av Fischer 1971. Opius heterogaster ingår i släktet Opius och familjen bracksteklar. Inga underarter finns listade i Catalogue of Life.